# Möklinta landskommun
Möklinta landskommun var en tidigare kommun i Västmanlands län.

## Administrativ historik
Kommunen bildades i Möklinta socken i Övertjurbo härad i Västmanland när 1862 års kommunalförordningar trädde i kraft.
Kommunreformen 1952 lämnade denna landskommun oförändrad.
1971 uppgick landskommunen i den nybildade Sala kommun.
Kommunkoden 1952-1970 var 1919.

### Kyrklig tillhörighet
I kyrkligt hänseende tillhörde kommunen Möklinta församling.

## Kommunvapen
Möklinta landskommun förde inte något vapen.

## Geografi
Möklinta landskommun omfattade den 1 januari 1952 en areal av 269,92 km², varav 253,57 km² land.

### Tätorter i kommunen 1960
I Möklinta landskommun fanns tätorten Möklinta, som hade 396 invånare den 1 november 1960. Tätortsgraden i kommunen var då 21,4 procent.

## Politik

### Mandatfördelning i valen 1938-1966
| 8 | 13 | 3 |

| 24 |

| 8 | 14 | 2 |

| 24 |

| 8 | 14 | 2 |

| 24 |

| 8 | 13 | 3 |

| 21 |

| 8 | 11 | 3 | 2 |

| 21 |

| 7 | 12 | 2 | 3 |

| 21 |

| 7 | 13 | 2 | 2 |

| 20 | 4 |

| 7 | 13 | 2 | 2 |

| 20 | 4 |